# Visthuset, Västergötland
Visthuset är en sjö i Svenljunga kommun i Västergötland och ingår i Viskans huvudavrinningsområde.